# David Ragsdale
David Ragsdale, född 3 april 1958 i Georgia, är en amerikansk violinist som har spelat violin i rockbandet Kansas mellan 1991 och 1997 och från 2006 till nutid.